# Agrilus irrequietus
Agrilus irrequietus é uma espécie de inseto do género Agrilus, família Buprestidae, ordem Coleoptera.
Foi descrita cientificamente por Thomson, em 1879.